# László Zechmeister

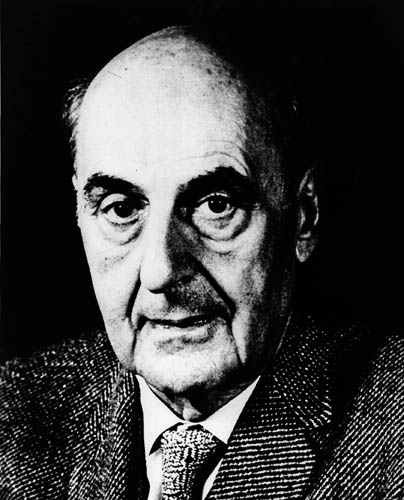
László Zechmeister (1940)

László Zechmeister (* 14. Mai 1889 in Győr/Österreich-Ungarn; † 28. Februar 1972 in Pasadena) war ein ungarisch-US-amerikanischer Chemiker und Hochschullehrer. Er war ein Pionier der Säulenchromatographie.

## Leben
Zechmeister studierte Chemie und wurde 1913 an der Eidgenössischen Technischen Hochschule Zürich promoviert. Sein Doktorvater war der Nobelpreisträger Richard Willstätter. Danach war er am Kaiser-Wilhelm-Institut für Chemie in Berlin und an der Dänischen Agrikultur- und Veterinärakademie in Kopenhagen. Kurz nach dem Ersten Weltkrieg arbeitete er auch mit George de Hevesy in Budapest zusammen. 1923 wurde er Professor an der Universität Pécs und emigrierte 1940 in die USA und war Professor für Organische Chemie am California Institute of Technology (Caltech) in Pasadena, wo er 1959 emeritiert wurde.
Er begründete 1938 die Reihe Fortschritte der Chemie Organischer Naturstoffe.
Zechmeister war in den 1930er Jahren maßgeblich an der Entwicklung der Säulenchromatographie beteiligt. Er untersuchte damit Carotinoide und verwandte Farbstoffe, polycyclische aromatische Kohlenwasserstoffe als Karzinogene, Enzyme und Provitamine. Ihm gelang die säulenchromatographische Trennung von cis- und trans-Isomeren.
Außerdem erforschte er die partielle Hydrierung mehrkerniger Aromaten.

## Schriften
- Cariotinoide: ein biochemischer Bericht über pflanzliche und tierische Polyenfarbstoffe, Springer 1934
- mit Laszló von Cholnoky: Die chromatographische Adsorptionsmethode: Grundlage, Methodik, Anwendungen, Springer 1938
- mit Laszló von Cholnoky: Principles and Practise of Chromatography, 1943
- Progress in Chromatography 1938–1947, London: Chapman and Hall 1950
- Cis-trans isomeric Carotenoids, vitamins A and arypolyenes, Springer 1962